# Đô đốc hải quân (phim 2008)
Đô đốc Hải quân (tiếng Nga: Адмиралъ) là một bộ phim lịch sử, có phần lãng mạn về cuộc đời vị Toàn quyền đầy dũng mãnh của nước Nga - Đô đốc Hải quân Aleksandr Vasilyevich Kolchak.

## Nội dung
Chuyện phim kể về Aleksandr Kolchak (Konstantin Khabensky) - một người hùng Hải quân trong Thế chiến I - đã thống lĩnh quân Bạch vệ tham gia các trận đánh chống lại chính quyền Bolshevik ở Siberia rồi nhanh chóng trở thành nhà cầm quyền ở nước Nga trước khi bị bắt và xử tử.

## Ê-kíp
- Âm nhạc: Gleb Matveychuk
- Dựng phim: Tom Rolf
- Quay phim: Eduard Melnikov

| Diễn viên             | Thủ vai                       |
| --------------------- | ----------------------------- |
| Konstantin Khabensky  | Aleksandr Vasilyevich Kolchak |
| Yelizaveta Boyarskaya | Anna Timiryova                |
| Sergey Bezrukov       | Tướng Vladimir Kappel         |
| Vladislav Vetrov      |                               |
| Anna Kovalchuk        | Sofia Kolchak                 |
| Yegor Beroyev         | Mikhail Smirnov               |
| Richard Bohringer     | Tướng Maurice Janin           |
| Oleg Fomin            |                               |
| Anatoly Pashinin      |                               |
| Dmitry Shcherbin      |                               |
| Viktor Verzhbitsky    | Aleksandr Kerensky            |
| Aleksandr Klyukvin    |                               |
| Fyodor Bondarchuk     | Sergey Bondarchuk             |
| Nikolai Burlyaev      | Nikolai II                    |
| Olga Ostroumova       |                               |
| Nikolai Reutov        |                               |
| Ksenya Kuznetsova     |                               |
| Damir Kolomychenko    |                               |

## Hậu trường
Với kinh phí 20 triệu USD, bộ phim mô tả Kolchak trong chân dung một sĩ quan không hề biết sợ hãi, một người cha đáng yêu, một người tình sôi nổi đã tự phá vỡ cuộc hôn nhân với gia đình mình để lao vào cuộc tình với Anna - vợ người bạn thân nhất - và nhà lãnh đạo Bạch vệ có nguyên tắc trong cuộc chống cự cuối cùng giữa mùa đông tuyết giá. Sau khi từ biệt người tình yêu dấu, ông giao chiến với Hồng quân trước cửa một nhà thờ trong đêm đông và đã từ chối bịt mắt khi bị hành quyết.
Tác phẩm điện ảnh này được coi là câu trả lời của điện ảnh Nga đối với bộ phim bom tấn "Titanic" của Hollywood khi nó xoáy đến motif những mối tình bất hạnh, bi kịch. Có mặt tại các rạp chiếu Nga với số bản phim kỷ lục là 1.250, ê-kíp thực hiện "Đô đốc Hải quân" đã rất hi vọng nó sẽ đạt được thành công tương tự như bộ phim rùng rợn "Tuần đêm" (2004) của đạo diễn Timur Bekmambetov ở thị trường nội địa cũng như nước ngoài.

## Chi tiết thú vị
Mặc dù trong thời Soviet bị coi như kẻ thù theo chế độ Sa hoàng, nhưng hình ảnh Aleksandr Kolchak đang trở lại nước Nga - điều mà cách đây hai thập kỷ người dân xứ sở bạch dương khó chấp nhận.